# Leduc County
Das Leduc County ist einer der 63 „municipal districts“ in Alberta, Kanada. Der Verwaltungsbezirk gehört zur Census Division 11 und ist Teil der Edmonton Capital Region. Der Bezirk als solches wurde, durch die Zusammenlegung zweier anderer Bezirke, zum 1. Januar 1944 eingerichtet (incorporated als „Municipal District of Leduc No. 489“) und änderte zuletzt zum Jahr 1998 seinen Namen von „County of Leduc No. 25“ auf den aktuellen. Er hat seinen Verwaltungssitz im Weiler Nisku.
Der Verwaltungsbezirk ist für die kommunale Selbstverwaltung in den ländlichen Gebieten sowie den nicht rechtsfähigen Gemeinden, wie Dörfern und Weilern und Ähnlichem, zuständig. Für die Verwaltung der Städt und Kleinstädte in seinen Gebietsgrenzen ist er nicht zuständig.

## Lage
Der „Municipal District“ liegt im Zentrum der kanadischen Provinz Alberta, unmittelbar südlich vom Edmonton. Im Norden und Nordwesten begrenzt der North Saskatchewan River über weite Strecken den Bezirk. Der nordöstliche Teil des Bezirks ist Pufferfläche („Transition zone“) des Biosphärenreservat Beaver Hills, einem fast 1600 km² großen Biosphärenreservat der UNESCO. Im Bezirk befindet sich keiner der Provincial Parks in Alberta.
Die Hauptverkehrsachsen des Bezirks sind die in Nord-Süd-Richtung verlaufenden Alberta Highway 2, Alberta Highway 2A, Alberta Highway 21 und Alberta Highway 60, sowie der Ost-West-Richtung verlaufende Alberta Highway 39. Der Highway 2 ist hier ein Abschnitt des CANAMEX Corridors, welcher damit durch den Bezirk verläuft. Außerdem verlaufen Eisenbahnstrecken verschiedener Gesellschaften durch den Bezirk. Weiterhin liegt im Norden des Bezirks der Edmonton International Airport. 
| Parkland County | Edmonton                                    | Strathcona County |
| Brazeau County  | Kompassrose, die auf Nachbargemeinden zeigt | Beaver County     |
|                 | County of Wetaskiwin No. 10                 | Camrose County    |

## Bevölkerung
| Jahr | Erhebung          | Einwohner | Änderung | Fläche (km²) | Bev.-dichte (EW/km²) |
| ---- | ----------------- | --------- | -------- | ------------ | -------------------- |
| 2016 | Volkszählung 2016 | 13.780    | + 2,1 %  | 2.601,49     | 5,3                  |
| 2011 | Volkszählung 2011 | 13.541    | + 3,1 %  | 2.607,59     | 5,2                  |

## Gemeinden und Ortschaften
Folgende Gemeinden liegen innerhalb der Grenzen des Verwaltungsbezirks:
- Stadt (City): Beaumont, Leduc
- Kleinstadt (Town): Calmar, Devon, Thorsby
- Dorf (Village): Warburg
- Weiler (Hamlet): Buford, Kavanagh, Looma, New Sarepta, Nisku, Rolly View, Sunnybrook, Telfordville

Außerdem bestehen noch weitere, noch kleinere Ansiedlungen und Einzelgehöfte. Außerdem liegen im Bezirk mehrere Sömmerdörfer („Summer Village of Golden Days“, „Summer Village of Itaska Beach“, „Summer Village of Sundance Beach“).